# ديناصورات الباليوسين
مصطلح ديناصورات الباليوسين يصف فصائل أو أجناس الديناصورات غير الطيرية التي ربما تكون قد نجت من انقراض العصر الطباشيري-الثلاثي قبل حوالي 66 مليون سنة مضت. على الرغم من أن الأدلة كلها تشير إلى الطيور هي مجموعة الديناصورات الوحيدة التي نجت عبر حدود ط-ب، هناك بعض الأدلة المتناثرة أن بعض الديناصورات غير الطيرية عاشت لفترة قصيرة خلال فترة الباليوسين، والدلائل على وجود ديناصورات الباليوسين غير الطيرية هي نادرة ومحل نقاش.
وذكر بعض الباحثين أن بعض الديناصورات غير الطيرية نجت حتى فترة الباليوسين وبالتالي فانقراض الديناصورات غير الطيرية حدث بشكل تدريجي، واستندت حججهم على بقايا ديناصور تم العثور عليها في Hell Creek Formation فوق حدود ط-ب أعلى بـ 1.3 متر (4.3 قدم) (40,000 سنة لاحقًا بعد ذلك)، تقارير مماثلة جاءت من أماكن أخرى من العالم من ضمنها الصين.